# Náboženská obec Církve československé husitské v Nymburce
Náboženská obec Církve československé husitské v Nymburce je společenství členů Církve československé husitské působící v Nymburce.

## Historie a současnost
Za počátek působení Církve československé na Nymbursku lze považovat neděli 11. ledna 1920, kdy v místní školní aule celebroval českou mši profesor František Pluhař za účasti kaplana Josefa Novotného. V průběhu následujícího roku se k církvi přihlásilo 1167 osob. Dalším významným krokem byla přednáška dr. Karla Farského, která se konala 20. února 1921 v sále „Na knížecí“. O osm dní později, 28. února 1921, byla za vedení faráře Karla Svobody z Kostelní Lhoty ustanovena náboženská obec a její první rada starších. Svoboda také vedl první bohoslužby a křest, které se uskutečnily ve školní kapli sv. Jana.
Oficiálního státního uznání se obec dočkala 8. května 1923. Správní obvod zahrnoval 36 obcí a osad s celkem 537 příslušníky. Po dubnu téhož roku, kdy musela obec opustit kapli sv. Jana, našla dočasné zázemí v chrámu Českobratrské církve evangelické. Tam se bohoslužby konaly až do roku 1935.
V letech 1935–1936 vyrostl v Nymburce Husův sbor, navržený ing. Josefem Petříčkem z Chocně a postavený nymburským stavitelem Josefem Šebkem ve funkcionalistickém stylu. Plány se však nepodařilo uskutečnit v úplné podobě – stavba byla dokončena bez kněžiště a postranních křídel, kde měly původně vzniknout byty a úřadovny. Věž sboru dosahuje výšky 26 metrů a ukrývá jediný zvon; další dva byly zabaveny v době okupace. Slavnostní otevření se uskutečnilo 17. května 1936 za přítomnosti biskupa Stanislava Kordule a několika tisíc věřících.
Vstupní část tvoří osmnáct širokých schodů, které vedou k lodžii s balkonem neseným šesti hranatými železobetonovými sloupy. Odtud se vstupuje do chrámové předsíně a dále do liturgického sálu. Tento prostor je přístupný veřejnosti při bohoslužbách, případně po předchozí domluvě na farním úřadě.